# Hohenstaufen (berg)
Hohenstaufen eller Hoher Staufen, är ett berg i württembergska Donauområdet, mellan Göppingen och Gmünd, 685 meter över havet.
Här ligger resterna av kunga- och kejsarätten Hohenstaufens omkring 1070 uppbyggda och i bondekriget 1525 förstörda stamborg Burg Hohenstaufen.